# 史蒂芬森2
斯蒂芬森 2也稱為RSGC2，是屬於銀河系的一個巨大且年輕疏散星團。 它是在1990年從深度紅外線巡天的資料中發現的。這個星團位於盾牌座與太陽系的距離大約是6,000秒差距。它很可能位於銀河系的長棒結構北端，並且是兩個主要螺旋臂之一，盾牌-半人馬臂內部的一部分。
已經確認該集團成員有26顆紅超巨星，遠遠超過其它已知的群聚。最近的一項研究發現，在斯蒂芬森2號的視線方向上大約有80顆紅超巨星，而其中約40顆的徑向速度與群聚內的成員一致。然而，這些恆星分布在比典型的星團更寬的區域內，顯示星協的擴張，類似於在附近發現的群聚RSGC3。
斯蒂芬森2的年齡估計為1,400–2,000萬歲。觀測到的紅超巨星質量約為12-16太陽質量，是II型超新星的祖恆星。這個群聚被嚴重的遮蔽，因此在可見光的檢測中未能發現。它靠近被稱為RSGC1、RSGC3和阿利坎特8的紅超巨星群聚。估計這個疏散星團的質量為30,000-50,000太陽質量，這使它成為銀河系中質量第二大的疏散星團。